# توپک بن وا

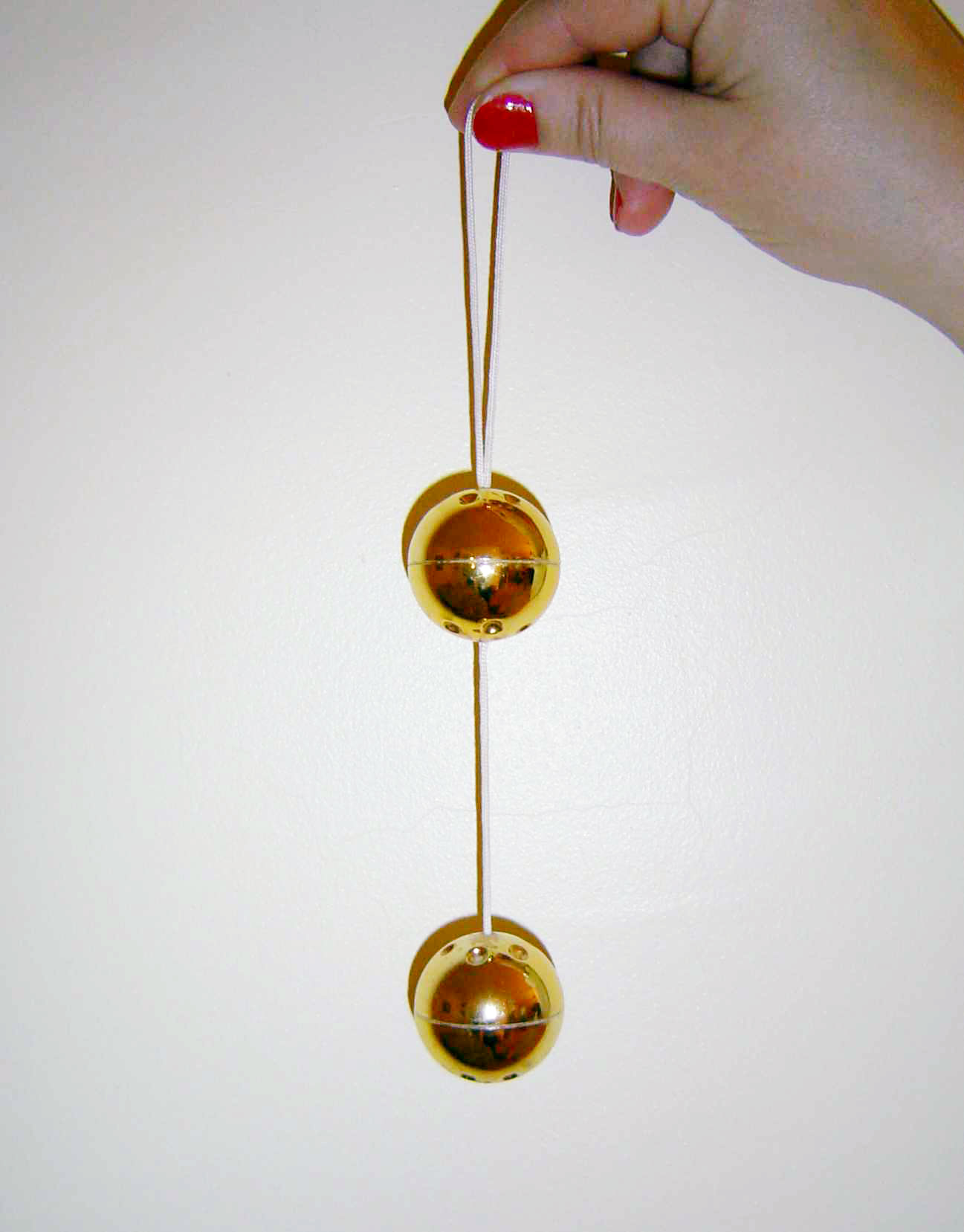
توپک‌های بن وا با روکش طلایی.

توپک بِن وا، (به انگلیسی: Ben Wa balls) که دارای نام‌های گوناگونی همچون توپک برمه‌ای, توپک ارگاسم, رین نو تاما, توپک ونوس یا توپک گیشا (چینی: 阴道球; پین‌یین: yīndàoqiú "توپک [مهبل]", یا چینی: 内用球; پین‌یین: nèiyòngqiú "توپکی برای مصرف داخلی"), نیز هست، به گوی‌های تیله مانند کوچکی گفته می‌شود که از جنس مرمر و معمولاً توخالی ساخته می‌شوند. این توپک‌ها که کمی هم وزن دارند و به راحتی غلطانده می‌شوند، کاربردشان ایجاد تحریک جنسی برای زنان با قرار گرفتن در [مهبل] ایشان است. این توپک‌ها در فرم‌های گوناگون همچون صاف، مودار یا خاردار در دسترس قرار دارند. گونه دیگری از این توپک‌ها که عموماً از پلاستیک و در اندازه بزرگ‌تر ساخته می‌شوند، توپک دووتن نام دارد. توپک بن وا، همان‌طور که اشاره رفت، برای قرارگیری درون [مهبل] زن و تحریک آن با ایجاد لرزش یا تکان خوردن ساخته شده و نباید آن را با اثراتی که توپک کگل مقعد یا تحریک‌کننده‌های پروستات یا توپک‌های مقعدی در مردان ایجاد می‌کند، اشتباه گرفت؛ چراکه توپک‌های بن وا، با وجود متصل بودن به یک زنجیر یا نخ ابریشمی کوچک به جهت بیرون کشیدن از مهبل، دارای پایه مانع‌شونده مناسب به جهت ورود به مقعد نیستند و نباید وارد آن شوند.
تاریخچه توپک‌های بن وا کمی مبهم است اما آنچه به‌طور قطع می‌دانیم این که این توپک‌ها نخست به صورت تکی و پس از مدتی به صورت چندتایی و برای افزایش لذت حین آمیزش جنسی ساخته می‌شدند. جنس این توپک‌ها از فلز بوده و با یک زنجیر یا نخ ابریشمی کوچک برای بیرون کشیدن از مهبل به همدیگر متصل می‌شده‌اند. توپک بن وا قادر است زن را تحریک کند اما نه اینکه وی را به سرعت به اوج لذت جنسی برساند. همچنین می‌شود این توپک‌ها را در تمام طول روز درون مهبل نگه داشت یا هنگام نشستن روی صندلی ننوئی، که برای برخی زنان ایجاد لذت می‌کند، از آن بهره برد.
توپک بن وا را می‌توان تنها برای تقویت ماهیچه‌های درون مهبل مورد بهره‌وری قرار داد. در آداب جنسی تائوئیسم و تمرین کیگل نیز به این مهم توجه شده‌است. توپک بن وا و وزنه‌های درون‌مهبلی را علم پزشکی زنان و پزشکی زایمان به جهت افزایش کنترل بر کش‌آمدگی مهبلی تأیید می‌کنند. وزنه‌های درون‌مهبلی نیز به صورت کروی ساخته می‌شوند. چکمیزک خوش‌خیم، که در زمان سرفه کردن، خندیدن یا عطسه کردن ممکن است در زنان مسن رخ دهد را می‌توان با توپک بن وا، وزنه‌های درون‌مهبلی و تمرین کیگل درمان کرد.
معتقدان سنت‌هایی چون تانترا یا تائوئیسم چینی بر این عقیده‌اند که بهره‌گیری از توپک بن وا به جهت مهار و کشف اعماق احساسی یک فرد بسیار مفید است.
این توپک‌ها همچون در دوران پس از زایمان به جهت جلوگیری از کش‌آمدگی مهبل مورد بهره‌وری هستند.